# Bas Jan Ader
Bas Jan Ader (19 de abril de 1942, Winschoten, Holanda - probablemente falleció en 1975 entre Cape Cod, Massachusetts e Irlanda, a la deriva en el mar) fue un artista neerlandés, conocido por su trabajo en el arte conceptual. Indagó a través de distintos medios, como la fotografía, el video y la performance. Vivió los últimos diez años de su vida en Los Ángeles (EE. UU.). Sus trabajos fueron principalmente presentados en fotografías o videos cuidadosamente filmados. Sus performances por lo regular eran acciones que lo llevaban a «perder el control», tema que trabajó durante casi toda su obra. Esta propuesta fue la que lo llevó en 1975 a realizar su última acción, donde se subió en un bote y se fue a la deriva en el mar; mantuvo comunicación por radio tres semanas, pero luego de esto se perdió la comunicación. El bote fue hallado tiempo más tarde, pero el cuerpo de Ader nunca fue encontrado. Ader también hizo instalaciones performáticas, incluyendo Por favor, no me dejes (Please don't leave me), en 1969. Su trabajo empezó a cobrar popularidad a principios de 1990.